# Daniel MacMaster
Daniel Stewart MacMaster (11 de julio de 1968 – 16 de marzo de 2008) fue un cantante canadiense, que fue el vocalista del grupo de hard rock británico-canadiense Bonham.

## Carrera
Bonham editó con el grupo dos álbumes, The Disregard of Timekeeping de 1989 (que llegó al número 38 en la lista Billboard) y Mad Hatter de 1991. En 2001, Daniel buscaba un nuevo proyecto, comenzando con el guitarrista Stefano Fantin, y se presentaron en una serie de pequeños clubes de la zona de Barrie, aunque, debido a diferencias musicales, se separaron. En 2005, Daniel lanzó un álbum en solitario titulado Rock Bonham... And The Long Road Back, que fue reeditado por Suncity Records en 2006.
 Más tarde, MacMaster inició un nuevo proyecto con el cantautor Jimmy D, de Connecticut, de la banda Emerald Monkey, apodada Monkey-MacMaster. El grupo planeaba lanzar música y dar conciertos; además, MacMaster había estado trabajando en su propio material. Sin embargo, ninguno de estos proyectos se completó debido al fallecimiento de MacMaster.

## Muerte
MacMaster murió de una infección de estreptococo Grupo A, cuando cogió un resfriado que se convirtió en una sepsis en el Thunder Bay Regional Health Sciences Centre el 16 de marzo de 2008.

## Discografía

### Álbumes de estudio
- Rock Bonham... And the Long Road Back (2005)

### Con Bonham
- The Disregard of Timekeeping (1989)
- Mad Hatter (1992)

### Con Scorcher
- No Thanks (1994)

### Apariciones estelares
- Emerald Monkey – Heroes of the Night – A Tribute to KISS (2008)